# Aphodius lugens
Aphodius lugens (лат.) — вид пластинчатоусых жуков из подсемейства афодиин.
Имаго длиной 7—8,5 мм. На диске переднеспинки имеется чёрное пятно, которое занимает большую часть её площади. Жуки характеризуются следующими признаками: 1) вершинная шпора передних голеней самцов прикреплена против выемки между основным и вторым зубцами передних голеней; 2) лобный шов с бугорками.